# Hell in a Cell (2013)
Hell in a Cell (2013) — пятое по счёту шоу Hell in a Cell, PPV-шоу производства американского рестлинг-промоушна WWE. Шоу прошло 27 октября 2013 года на «Американ Эйрлайнс-арене» в Майами, Флорида, США.

## Предыстория
Hell in a Cell (2013) является pay-per-view-шоу федерации рестлинга WWE, в котором рестлеры участвуют в различных фьюдах и сюжетных линиях. Рестлеры олицетворяют собою злодеев или героев на ринге. Фьюды проходят таким путём, что сначала, на рядовых эпизодах, обстановка накаляется, а уже на самих праздниках рестлинга тот или иной фьюд как правило подходит к своему логическому завершению.
В сентябре, на PPV Night of Champions (2013) Дэниел Брайан победил чемпиона WWE Рэнди Ортона и стал новым чемпионом. На следующим RAW Triple H забрал титул у Брайана и сделал его вакантным, мотивируя это тем, что рефери очень быстро отсчитал удержание. 18 сентября на официальном сайте WWE появилась информация о том, что на Battleground Дэниел Брайан будет биться против Рэнди Ортона за вакантный титул чемпиона WWE. На PPV Battleground,этот матч закончился без результата, после того, как вышел Биг Шоу и нокаутировал рестлеров и рефери. На следующем выпуске RAW назначили матч на PPV Hell in a Cell, между Брайаном и Ортоном за вакантный титул. На этом же шоу провели голосование на приложении WWE APP: кто станет специальным рефери этого матча? Среди кандидатов были три члена Зала Славы WWE — Букер Ти, Боб Бэклунд и Шон Майклз. Большая часть зрителей проголосовали за Майклза.
На Battleground чемпион мира в тяжёлом весе Альберто Дель Рио победил Роба Ван Дама в хардкорном матче и сохранил свой титул. Через день, на RAW, генеральный менеджер арены SmackDown — Вики Герреро назначила матч на Hell in a Cell в котором Дель Рио будет защищать свой титул от Джона Сины, который последний раз появлялся на RAW 19 августа.
СМ Панк начал вражду с Полом Хейманом ещё в июле на PPV Money in the Bank. Это привело к матчу на SummerSlam между СМ Панком и клиентом Хеймана — Броком Леснаром. После этого генеральный менеджер арены RAW — Брэд Мэддокс назначил матч с форой на выбывание между Полом Хейманом и его другим клиентом — Кёртисом Акселем против СМ Панка. На самом PPV Мэддокс сказал, что их матч будет ещё и без дисквалификаций. Позднее, на этом же PPV Панк проиграл Хейману и Акселю, после того, как выбежал Райбек и кинул Панка на стол, после чего накрыл Панка Хейманом и рефери отсчитал до трёх. Через день на RAW Хейман сказал, что Райбек — это его новый клиент. На следующем RAW от 23 сентября назначили матч на Battleground, в котором СМ Панк будет биться против Райбека. На самом PPV, Панк победил Райбека. 9 сентября на официальном сайте WWE, появилась информация о том, что на Hell in a Cell состоится матч-реванш между СМ Панком и Райбеком. На следующем RAW было анонсировано, что Хейман тоже примет участие в матче и, что этот матч будет по правилам «Ад в Клетке».
На SmackDown от 18 октября Биг И Лэнгстон проиграл СМ Панку. После матча на Панка напали Райбек и Кёртис Аксель. Биг И заступился за него и вырубил Кёртиса Акселя. На следующем RAW официально назначили матч на Hell in a Cell Kickoff за Интерконтинентальное Чемпионство WWE между чемпионом Акселем и Биг И Лэнгстоном. 27 октября этот матч был отменен, в связи с тем, что Аксель получил травму. Позже, WWE в Твиттере анонсировали, что вместо него будет проведен матч между Дэмиеном Сэндоу и Кофи Кингстоном.
На PPV Night of Champions (2013) Эй Джей победила Бри Беллу, Наталью и Наоми и сохранила свой титул чемпионки Див. На WWE Battleground Эй Джей снова победила Бри и сохранила свой титул. На RAW от 21 октября назначили матч-реванш на Hell in a Cell между Эй Джей и Бри Беллой за титул чемпионки Див.
16 сентября на RAW, Братья Усо (Джимми и Джей) победили Тоны Фанка (Бродус Клэй и Тенсай) и Настоящих Американцев (Джек Сваггер и Антонио Сезаро) в трехстороннем командном матче на выбивание и стали претендентами № 1 на титулы командных чемпионов WWE. 14 октября на RAW, Коди Роудс и Голдаст победили командных чемпионов WWE — Сета Роллинса и Романа Рейнса и стали новыми чемпионами. Через неделю на RAW назначили трехсторонний командный матч на Hell in a Cell за Командные титулы между чемпионами Коди Роудсом и Голдастом против Романа Рейнса и Сета Роллинса против Братьев Усо.
Команда Los Matadores (Диего и Фернандо) начала вражду с Настоящими Американцами (Джек Сваггер и Антонио Сезаро) и их менеджером Зебом Колтером ещё в Твиттере, писав друг другу всякие оскорбительные сообщения. 18 октября на SmackDown, во время матча Братьев Усо (Джимми и Джей) против Настоящих Американцев, вышли Матадоры и их бычок-маскот Эль Торито сбил с ног Зеба Колтера. Сезаро и Сваггер отвлеклись на это, чем и воспользовался один из братьев Усо, скрутив Джека Сваггера в удержание. На записях SmackDown 22 октября (будет показано по ТВ 25 октября) анонсировали, что на Hell in a Cell Настоящие Американцы будут биться с Матадорами.
На самом PPV назначили ещё два матча на это шоу: Дин Эмброус против Биг И Лэнгстона (который остался без матча) за титул чемпиона Соединённых Штатов WWE; Великий Кали и Наталья против Фанданго и Саммер Рей.

## Шоу
| Роль             | Имя                          |
| ---------------- | ---------------------------- |
| Комментаторы     | Джон Лэйфилд                 |
| Комментаторы     | Майкл Коул                   |
| Комментаторы     | Джерри Лоулер                |
| Комментаторы     | Карлос Кабрера (испанский)   |
| Комментаторы     | Марсело Родригес (испанский) |
| Комментаторы     | Рей Мистерио (испанский)     |
| Интервьюеры      | Рене Янг                     |
| Ринг-анонсеры    | Джастин Робертс              |
| Ринг-анонсеры    | Лилиан Гарсия                |
| Рефери           | Скотт Армстронг              |
| Рефери           | Майк Киода                   |
| Рефери           | Джон Коун                    |
| Рефери           | Чад Паттон                   |
| Рефери           | Чарльз Робинсон              |
| Рефери           | Джастин Кинг                 |
| Рефери           | Род Сапата                   |
| Рефери           | Шон Майклз (мэйн-ивент)      |
| Панель дискуссий | R-Truth                      |
| Панель дискуссий | Дольф Зигглер                |
| Панель дискуссий | Кейтлин                      |
| Панель дискуссий | Джош Мэттьюс                 |
| Панель дискуссий | Биг И Лэнгстон (Пре-шоу)     |

### Пре-шоу
На пре-шоу показали анонсы всех матчей, которые пройдут на шоу. Также было показано видео, в котором Щит обращался к своим противникам, говоря о том, что пощады им не будет. После этого был показан видеоролик посвящён карьере Джона Сины в WWE с момента его дебюта. Позже Дэмиен Сэндоу победил Кофи Кингстона после своего финишера.

### Основное шоу

#### Предварительные матчи
В первом матче сошлись Братья Роудс, Братья Усо и Щит за титулы Чемпионов WWE в командных соревнованиях. Большую часть матча на ринге находились чемпионы и Щит. Под конец матча Братья Усо смогли немного перехватить инициативу, но этого было мало для победы, поскольку Коди Роудс провел Сету Роллинсу Кросс Роудс и успешно удержал его.
Далее на ринг вышел Миз и стал что-то говорить. Его прервали Эрик Роуэн и Люк Харпер и напали на него. Ему на помощь вышел Кейн, таким образом сделав своё возвращение и выгнал Уайеттов с ринга. После этого Кейн провел Мизу Чок Слэм, тем самым совершив хилл-тёрн.
После этого Фанданго и Саммер Рэй победили Великого Кали и Наталью, после того, как Саммер свернула Наталью в удержание .
В третьем матче Дин Эмброус защищал свой титул Чемпиона США от Биг И Лэнгстона. В конце матча Эмброус вышел за ринг и долго находился там. Это привело к каунт-ауту и таким образом, победу в матче одержал Бег И Лэнгстон (титул по каунт-ауту не передается).
Далее состоялся матч в Адской клетке между СМ Панком и Райбеком (Пол Хейман находился сверху клетки). Почти весь матч доминировал Райбек и использовал клетку как оружие. В конце матча Панк смог провести ему GTS и удержал его. После матча Панк взобрался на клетку с мечом кэндо и хорошо избил им Пола Хеймана.
После этого Матадоры победили Настоящих Американцев после Двойного Самоанского Дропа.

#### Главные матчи
Шестым стал матч за Чемпионство мира в тяжелом весе между Альберто Дель Рио и Джоном Синой. Публика хорошо отреагировала на выход Джона Сины. Сам матч получился неплохим. В конце матча Альберто попытался замкнуть Сину в Кросс Армбрейкер, но Джон среверсировал это и провел Дель Рио Коррекцию поведения.
После этого Эй Джей защищала свой титул Чемпионки Див от Бри Беллы. В конце матча Эй Джей заперла Бри в захват «Черная вдова» и Бри сдалась.
Далее состоялось главное событие шоу: Дэниел Брайан против Рэнди Ортона за вакантной титул Чемпиона WWE в адской клетке со специальным рефери матча — Шоном Майклзом. Этот матч также получился неплохим. Ближе к концу матча Рэнди Ортон случайно сбил с ног Шона Майкзла. Трипл Эйч зашел в клетку, чтобы посмотреть состояние Шона. Брайану это не понравилось и он вырубил Игрока сильным ударом коленом с разбега, после чего Майклз рассердился и провел Брайану «Sweet Chen Music» и Рэнди Ортон успешно удержал его на лопатках.

## Матчи
| №                                | Матч | Тип Матча                                                                                          | Время |
| -------------------------------- | --- | -------------------------------------------------------------------------------------------------- | ----- |
| Kickoff                          | Дэмиен Сэндоу победил Кофи Кингстона                                                                                              | Одиночный матч                                                                                     | 07:02 |
| 1                                | Братство (Коди Роудс и Голдаст) (с) победили Щит (Сет Роллинс и Роман Рейнс) (c Дином Эмброусом) и Братьев Усо (Джимми и Джей)    | Командный матч «Тройная Угроза» за титулы командных чемпионов WWE                                  | 14:38 |
| 2                                | Фанданго и Саммер Рей победили Великого Кали и Наталью (с Хорнсвогглом)                                                           | Смешанный командный матч                                                                           | 04:39 |
| 3                                | Биг И Лэнгстон победил Дина Эмброуса (с) по отсчёту                                                                               | Одиночный матч за титул Чемпиона Соединённых Штатов WWE                                            | 08:43 |
| 4                                | СМ Панк победил Райбека и Пола Хеймана                                                                                            | «Гандикап-матч в Адской Клетке»                                                                    | 13:48 |
| 5                                | Лос Матадорес (Диего и Фернандо) (с Эль Торито) победили Настоящих Американцев (Джек Сваггер и Антонио Сезаро) (с Зебом Колтером) | Командный матч                                                                                     | 05:34 |
| 6                                | Джон Сина победил Альберто Дель Рио (с)                                                                                           | Одиночный матч за титул чемпиона мира в тяжёлом весе                                               | 15:04 |
| 7                                | Эй Джей Ли (с) (с Таминой Снукой) победила Бри Беллу (с Никки Беллой)                                                             | Одиночный матч за титул чемпионки Див                                                              | 04:47 |
| 8                                | Рэнди Ортон победил Дэниела Брайана                                                                                               | Матч «Ад в Клетке» за вакантный титул чемпиона WWE с Шоном Майклзом в качестве специального рефери | 21:44 |
| (c) – чемпион на момент поединка | | |       |

## После шоу
Во время матча Дина Эмброуса и Биг И Лэнгстона обое получили розсечения. Эмброус на подбородке и получил 8 швов, а Лэнгстон на скуле и получил семь швов.
На следующем RAW, во время празднования победы Рэнди Ортона на Hell in a Cell вышел Биг Шоу и нокаутировал нового чемпиона. После этого, в одном из интервью Трипл Эйч сообщил Майклу Коулу, что Биг Шоу навсегда запрещено появляться в компании. После этого Биг Шоу подал судебный иск на WWE, и 4 ноября на RAW, Стефани Макмен вернула Гиганта на работу. Ему назначили Гандикап матч на этот выпуск против Рэнди Ортона и Щита. В середине матча к арене вышел Кейн без маски в корпоративном костюме. Сам матч закончился без результата, поскольку хилы воспользовались железными стульями. После этого на ППВ Survivor Series был назначен матч за Чемпионство WWE между Рэнди Ортон и Биг Шоу.
Также, на следующем RAW, Дэмиен Сэндоу напал на нового Чемпиона Мира в тяжёлом весе Джона Сину. Он его хорошо избил вне ринга, после чего закешил на нём свой кейс «Деньги в Банке». Но выиграть титул ему удалось, поскольку Сина провёл ему Attitude Adjusnment, после чего успешно удержал его. 8 ноября на Smackown, генеральный менеджер этой арены — Вики Герреро анонсировала, что на Surivor Series Джон Сина будет защищать свой титул от Альберто Дель Рио в матче-реванше.
На этом же выпуске RAW Командные Чемпионы WWE проиграли в нетитульном матче Настоящим Американцам, после того, как Голдаст сдался от захвата лодыжки от Джека Сваггера. На следующем SmackDown Братья Роудсы, вместе с Чемпионом мира в тяжёлом весе Джоной Синой победили Настоящих Американцев и Дэмиена Сэндоу. Этот же случай повторился и на следующем RAW.
Также, на этом RAW СМ Панк победил Райбека в матче по правилам «Уличная драка», тем самым закончив с ним вражду. После матча на него напали Семья Уайеттов, а Брэй Уайетт провёл ему свою фирменную Сестру Эбигейл. Также Уайетты напали за кулисами на Дэниела Брайана и Брэй Уайетт провёл ему Сестру Эбигейл в железную сетку. 1 ноября СМ Панк победил Люка Харпрера в одиночном матче. На следующем SmackDown Дэниел Брайан победил Харпера по дисквалификации, после вмешательства в матч Эриком Роуэном.
После PPV пошли слухи о том, что Роман Рейнс покинет группировку Щит и совершит фейс-тёрн, а ему заменой будет Кейн, который вернулся на Hell in a Cell и сделал Мизу, тем самым совершив хилл-терн. 28 октября на RAW Кейн снял свою маску и отдал её Стефани Макмэн.

## Оценки
Известный рестлинг-критик Дэйв Мельтцев поставил PPV Hell in a Cell (2013) такие оценки:
- Прешоу: Дэмиен Сэндоу против Кофи Кингстона — 2.0
- Матч «Тройная Угроза» за Командные Чемпионства WWE: Братья Роудсы (с) против Романа Рейнса и Сета Роллинса против Братьев Усо — 4.0
- Смешанный командный матч: Великий Кали и Наталья против Фанданго и Саммер Рей — 0.25
- Чемпионство Соединённых Штатов: Дин Эмброус (с) против Биг И Лэнгстона — 1.5
- Неравный матч «Ад в клетке»: СМ Панк против Райбека и Пола Хеймана — 2.25
- Командный матч: Матадоры против Настоящих Американцев — 1.5
- Чемпионство Мира в тяжёлом весе: Альберто Дель Рио (с) против Джона Сины — 3.0
- Чемпионство Див: Эй Джей (с) против Бри Беллы — 2.0
- Матч «Ад в клетке» за Чемпионство WWE со специальным рефери — Шоном Майклзом: Дэниел Брайан против Рэнди Ортона — 3.5
- Средний рейтинг шоу составил 2.5 балла